# Calico (Kalifornia)

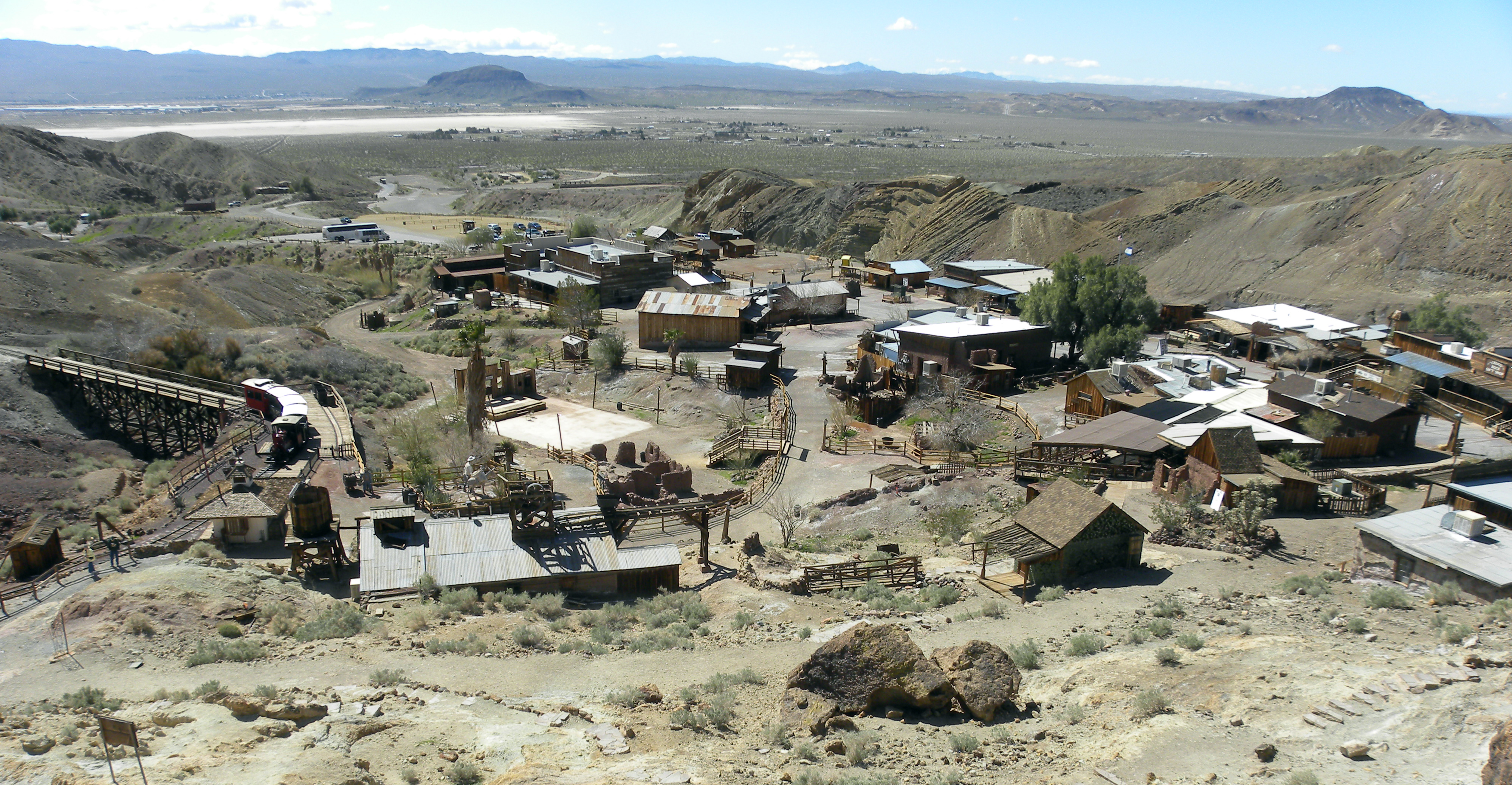
Calico

Calico – opuszczone miasteczko na pustyni Mojave w południowej Kalifornii (USA). Założone w 1881 roku zasłynęło jako kopalnia srebra. Od 1907 r. całkowicie opuszczone. Od 1942 r. zasłynęło ponownie z powodu kontrowersyjnych odkryć na stanowisku archeologicznym nazwanym Calico Early Man Site.
Ze względu na położenie niedaleko ruchliwej autostrady I-15 pomiędzy Las Vegas i Barstow, Calico jest obecnie popularną atrakcją turystyczną. Znajduje się tam muzeum, sklepy z pamiątkami i pole kempingowe, odbywają się pokazy tradycyjnych strojów i zwyczajów Dzikiego Zachodu.